# Cơ cấu có dừng

Cơ cấu có dừng Stephenson III. Mô phỏng được thực hiện với MeKin2D.

Cơ cấu cam chuyển động không liên tục.

Cơ cấu có dừng (loại liên kết hoặc loại cam) là cơ cấu chuyển động không liên tục xen kẽ chuyển động tiến, lùi và giữ vị trí.

## Dừng đơn và dừng đôi

### Cơ cấu cam dừng đơn
Trong một cơ cấu cam dừng đơn, có ba chuyển động nối tiếp nhau và sau đó lặp lại: dừng, tiến và lùi về. Đôi khi, người ta mong muốn sử dụng chuyển động tiến sao cho gia tốc của nó không về 0 ở cuối hành trình. Để duy trì tính liên tục của gia tốc, lùi về phải bắt đầu bằng gia tốc khác không tương ứng với kết thúc của quá trình tiến. Có một số hoạt động yêu cầu chuyển động này. Chuyển động điều hòa kép là một ví dụ phổ biến được sử dụng cơ cấu dừng đơn.

### Cơ cấu dừng đôi
Một sự sắp xếp điển hình của một cơ cấu cam dừng đôi sẽ có trình tự chuyển động là tiến-dừng-lùi-dừng và sẽ là một chuyển động liên tục từng phần. Vị trí của người theo dõi vẫn đứng yên trong thời gian dừng lại gây ra vận tốc, gia tốc và giật bằng không.

## Dừng trong liên kết khớp

Cơ cấu dừng Stephenson III với khớp lăng trụ. Mô phỏng được thực hiện với MeKin2D.

Các cơ cấu liên kết (cơ học) chỉ có thể dừng đơn gần đúng và yêu cầu tối thiểu sáu khâu. Trước tiên, phải chọn Cơ cấu bản lề bốn khâu để cung cấp đường cong khớp nối thích hợp với vùng hình tròn (hoặc vùng hình tròn gần đúng). Sau đó, một liên kết hai khâu được thêm vào để cung cấp liên kết đầu ra với chuyển động dừng mong muốn.
Khái niệm cho các cơ cấu dừng khâu là một nút nằm ở trung tâm của đoạn cung tròn của đường cong khớp nối sẽ vẫn tương đối ổn định. Do đó, thời gian dừng thực tế sẽ phụ thuộc vào độ dài của cung tròn gần đúng trong đường cong khớp nối. Thiết kế ban đầu có thể cần tối ưu hóa để cải thiện các đặc tính dừng.

## Ứng dụng
Các cơ cấu dừng của cam được sử dụng theo cặp trong các máy may để vận hành chuyển động cữ chặn chạy dao, với một cam di chuyển cữ chặn lên xuống và cam còn lại di chuyển cữ chặn tiến và lùi. Các cam trong ứng dụng này thường được đặt cách nhau 90 độ cho phép tạm dừng chuyển động lên / xuống của cữ chặn trong khi nó đang được di chuyển tiến / lùi. Một khối hoặc khâu trượt điều chỉnh riêng biệt được sử dụng để kiểm soát lượng chuyển động tiến / lùi của cữ chặn.
Các ứng dụng công nghiệp bao gồm các bộ phận cấp tải hoặc dỡ tải, hoặc vận chuyển một bộ phận vào máy và giữ nó tại chỗ cho một quy trình sản xuất.
Các ứng dụng khác bao gồm dây chuyền lắp ráp, máy móc đóng gói, máy công cụ, vv